# Désinvestissement

Croissance du désinvestissement dans les combustibles fossiles (décembre 2011- juin 2022)

Dans le domaine de l'économie, de la comptabilité et de la finance, le désinvestissement, pour une entreprise, un investisseur public, un entrepreneur individuel ou un ménage désigne le choix de désinvestir, c'est-à-dire de réduire ou d'annuler des investissements antérieurs par la cession d'actifs corporels, financiers ou immatériels (brevets, etc.). Au sens large, il peut s'agir de simplement cesser d'investir de l'argent ou de soutenir un projet.

## Enjeux
Un désinvestissement peut par exemple être motivé par une volonté de désendettement, commandé par des critères de rentabilité (pour minimiser des pertes, réorienter ses activités vers un secteur susceptible d'accroitre ses revenus ou intérêts futurs), ou encore effectué dans le cadre d'une démarche d'investissement durable stratégique (par exemple pour se séparer d'actifs toxiques).
Il s'agit également parfois d'une solution à une action estimée a posteriori comme ayant été une erreur d'investissement ou un investissement inadéquat (malinvestissement).
En tant que source de moindre perte, ou de revenu si la vente d'un investissement est profitable, le désinvestissement accompagne souvent des stratégies de fusion-acquisition.
Comme pour la décision d'investir, un entrepreneur a le choix entre ne rien faire (attendre) ou désinvestir tout de suite, choix dont l'irréversibilité joue un rôle important.

## Paradoxes macroéconomiques
Dans les mêmes secteurs que ceux aidés pour l'investissement (aides publiques ou privées), il existe parfois des aides au désinvestissement, par exemple des aides à la destruction de vignes ou de vergers, ou à la casse de flottes de pêche pour limiter des surproduction (au sens économique du terme, c'est-à-dire induisant des baisses de prix de vente et parfois au sens écologique du terme, quand il y a surexploitation d'une ressource naturelle, halieutique par exemple) induite par des investissements quantitativement trop productifs.

## Exemples
La stratégie du désinvestissement a été notamment employée dès les années 1960 pour protester contre l'apartheid en Afrique du Sud et dès les années 2010 pour lutter contre les causes du réchauffement climatique (désinvestissement des énergies fossiles).